# Аустронежански језици
Аустронежански језици су породица језика распрострањена у југоисточној Азији, Мадагаскару и Океанији. Заједно са индоевропским, афроазијским и уралским језицима чини групу старих и распрострањених језичких породица. 
Термин аустронежански потиче од латинске речи auster (јужни ветар) и  грчке речи nêsos (острво). Ово име илуструје чињеницу да велика већина говорника ових језика живи на острвима. Малајски језик је једини аустронежански језик значајније заступљен у континенталној Азији. Неки аустронежански језици имају само пар говорника, док друге користе десетине милиона људи. Лингвисти сматрају да их има преко 1.200, што је петина укупног броја језика на свету. 
У основи, аустронежански језици се деле на језике Формозе (Тајвана), са девет подгрупа, и малајско-полинежанске језике, који чине десету подгрупу. Сматра се да је Тајван прапостојбина целе ове језичке групе. 
Простор на којем су распрострањени аустронежански језици обухвата: Мадагаскар, Индонежански архипелаг, Малајско полуострво, Филипине, Тајван (2% становништва), Фиџи, Хаваје, острва Микронезије и Полинезије, све до Ускршњег острва.

## Најважнији аустронежански језици
- Јавански (76 милиона говорника)
- Малајски (40 милиона као први језик, 175 милиона укупно) 
  - Индонежански језик - стандардизована форма малајског језика (23 милиона као први језик, ~220 милиона укупно)
- Сунда (27 милиона)
- Тагалог (22 милиона као први језик, ~70 милиона укупно)
- Себуано (19 милиона као први језик, ~30 милиона укупно)
- Малгашки (17 милиона)
- Мадура (14 милиона)
- Илокано (8 милиона као први језик, ~10 милиона укупно)
- Хилигајнон (7 милиона као први језик, ~11 милиона укупно)
- Минангкабау (7 милиона)
- Батачки језици (7 милиона)
- Банџарски језик (3,5 милиона)

## Класификација
Унутрашња структура аустронежанске породице језика је сложена, она се састоји од великог броја језика, који су међусобно веома слични и блиско сродни, при чему многи од њих улазе у састав неког од дијалекатских континуума, који постоје у оквиру ове породице језика. Ово отежава одређивање граница између грана. Ипак, јасно је да највећа разноликост постоји на Тајвану, док су најмање различити језици Океаније (острва Тихог Океана). 
Класификацији аустронежанских језика дали су допринос многи лингвисти. Први значајни корак ка откривању основних грана аустронежанских језика направио је Ото Демпволф. Он је језике Океаније класификовао у једну грану, данас се за њу користи назив океански језици, док је он користио назив меланезијски језици. Посебан положај језика Тајвана први је приметио Андре Жорж Ходрикур (1965), он је поделио аустронежанске језике на три гране: северни аустронежански (= форможански језици), источни аустронежански (= океански језици) и западни аустронежански језици (сви остали).
Први лингвиста који је приметио да су форможански језици најархаичнији представници ове породице је Ото Кристијан Дал (1973). Други лингвисти су затим приметили да форможански језици нису једна основна грана, већ неколико посебних. Роберт Бласт (1977) је први представио модел класификације, коју данас прихватају скоро сви научници који проучавају аустронежанске језике. Према њему на Тајвану постоји већи број основних грана, док сви остали аустронежански језици који су у употреби ван Тајвана чине једну основну грану малајско-полинежански језици.

### Класификација према Бласту
Аустронежански
- цојски
- саројски
- канаканабујски

- таоски
- централно-западни
  - бабузијски
  - папорско-хоањски (папорски језик, хоањски језик)

- саисијатски
- пазешки

- атајалски
- седички

- северни
  - басајски
  - кавалански
  - кетагалански
- централни
  - натаорански
  - амиски
  - сакизајски
- сирајски

- мантаурански, тонаски и магаски дијалекти

### Класификација према Лију
- F0: форможански = аустронежански
  -   рукајски
    - мантаурски језик
    - мага-тона, будајско-лабуанско-тарамачки

  - F1
    -   централноформожански (цојски)
      - цојски
      - јужноцојски
        - саројски
        - канаканабујски

    - F2
      -   северноформожански
        - северозападноформожански језици
          - саисијатско–кулонско–пазешки
          - западноформожански језици
            - таоски
            - западнообалски форможански језици (папорски–хоањски–бабузијски–таокаски)

        - атајалски
          - скуличкоатајалски
          - цолеско-атајалски
          - седички

      -   источноформожански
        - каваланско–басајски
        - сирајско–амиско-натаорански
        - сакизајски

      -  ? јужноформожански језици (непоуздано)
        -   бунунски
          - исбукунски
          - северни и централни

        - пајванско-пујумски (непоуздано)
          -   пајвански
          -   пујумски

## Карактеристике
За разнолику језичку породицу, као што је аустронежанска, тешко је издвојити опште карактеристике. У основи, ови језици су вишесложни. Речи се творе од корена и афикса. 
Неки језици (језици Филипина) имају изражену особину да реченица започиње глаголом и необичан систем падежа и глаголских стања.
Честа је употреба редупликације (понављање речи или њиховог дела, рецимо: wiki-wiki). Број фонема је мали, а слогови су најчешће типа сугласник+самогласник. 

### Јединство језичке породице
Сличности између географски веома удаљених језика су видљиве из следећих примера:
(малајски — малгашки — рапанујски језик »српски превод«)
- mata — maso — mata »око«
- langit — lanitra — rangi »небо«
- hati — aty — ate »јетра«
- mati — maty — mate »умрети«